# Pakosław (Popowo)
Pakosław – osada wsi Popowo w Polsce, położona w województwie zachodniopomorskim, w powiecie koszalińskim, w gminie Będzino.
W latach 1975–1998 osada administracyjnie należała do województwa koszalińskiego.